# Milene Domingues
Milene Domingues (São Paulo, Brasil, 18 de junio de 1979) es una exfutbolista, modelo y comentarista deportiva brasileña. En su ámbito deportivo fue conocida por su dominio de balón y por ser una de las primeras futbolistas femeninas en alcanzar notoriedad a nivel mundial tras jugar en varios clubes europeos.

## Trayectoria
Empezó su carrera deportiva en el equipo femenino del SC Corinthians. En 1997 entró en el libro de los récords por darle 55.197 toques a un balón, gesta en la que empleó nueve horas y seis minutos.
Pero su mayor popularidad le llegó en 1999 al casarse con Ronaldo, por entonces en las filas del Inter de Milán y considerado uno de los mejores futbolistas del mundo. A raíz de este matrimonio, que duró cuatro años, fue popularmente conocida como Ronaldinha.
Tras el enlace con Ronaldo, trasladó su residencia, con su marido, a Italia, continuando su carrera deportiva en el ASD Fiammamonza, de la Serie A femenina. 
El verano de 2002, tras el fichaje de Ronaldo por el Real Madrid, Milene siguió a su esposo a España. Tras negociar con otros clubes madrileños como el Atlético de Madrid Féminas y la AD Torrejón, finalmente fichó por el Rayo Vallecano Femenino. No obstante, dado que la normativa entonces vigente de la Real Federación Española de Fútbol no permitía la participación de extranjeras en las competiciones oficiales, inicialmente se limitó a participar en encuentros amistosos, a la vez que trabajaba como imagen de Nueva Rumasa, holding empresarial de la familia Ruiz-Mateos, propietaria del Rayo Vallecano.
Tras las presiones de su club, el cambio de la normativa le permitió jugar partidos oficiales en España y en enero de 2004 debutó en la Superliga femenina con la camiseta del Rayo Vallecano.
Finalizada la temporada 2004/05 fichó por otro equipo madrileño de la Superliga, la AD Torrejón.
Para la temporada 2007/08 fichó por el CF Pozuelo femenino, de la Primera División Nacional. En su primera campaña, el club logró proclamarse campeón de la categoría y ascendió a la Superliga. A principios de 2009 confirmó su retirada por una lesión de rodilla, que había lastrado sus últimos años como futbolista.

## Selección nacional
Fue internacional absoluta con la selección femenina de fútbol de Brasil, con la que participó en la Copa Mundial Femenina de Fútbol de 2003.

## Otras facetas
Ocasionalmente, ha trabajado como modelo y ha protagonizado varias campañas publicitarias. Ha sido comentarista deportiva, tanto en prensa escrita (Diario La Razón) como en televisión (en el programa Fútbol es Fútbol de Telemadrid) y radio (en El larguero de la Cadena SER). Asimismo, ha participado en concursos televisivos como ¡Mira Quién Baila! o El primero de la clase, ambos en TVE. Es seguidora de la fe budista.